# Леслі Сен-Флер
Леслі Сен-Флер (англ. Lesly St. Fleur, нар. 21 березня 1989, Гаїті) — багамський футболіст, що грає на позиції нападника в багамському клубі «Беарс» та національній збірній Багамських Островів. Відомий за виступами в ямайських клубах, найбільше за виступами в клубі «Монтего-Бей Юнайтед». Рекордсмен за кількістю виступів та кращий бомбардир збірної Багамських Островів.

## Клубна кар'єра
Леслі Сен-Флер народився на Гаїті, та розпочав виступи на футбольних полях у 2005 році в багамській футбольній команді «Беарс», у якій він грав до 2010 року, кілька разів у складі команди ставав чемпіоном Багамських Островів та володарем Кубка Багамських Островів, був одним із кращих бомбардирів першості країни. У 2010 році грав у канадському клубі «Міллтаун», за кілька місяців повернувся на Багами, де з 16 м'ячами знову став кращим бомбардиром команди «Беарс». У середині 2011 року Леслі Сен-Флер став гравцем ямайського клубу «Спортінг Сентрал Академі», а з початку 2012 року став гравцем іншої ямайської команди «Монтего-Бей Юнайтед». У складі цієї команди Сен-Флер грав до 2018 року, двічі у її складі ставав чемпіоном Ямайки. У середині 2018 року протягом півроку знову грав у складі клубу «Беарс», а на початку 2019 року знову повернувся до складу «Монтего-Бей Юнайтед». З 2020 року Леслі Сен-Флер знову грає у складі багамської команди «Беарс».

## Виступи за збірну
У 2005 році Леслі Сен-Флер грав у складі юнацької збірної Багамських Островів у віці до 17 років., а в 2007 році залучався до юнацької збірної Багамських Островів віком до 20 років. з 2006 року Леслі Сен-Флер грає у складі національної збірної Багамських Островів. У складі збірної брав участь у кваліфікаційних турнірах чемпіонату світу з футболу та розіграші Ліги націй КОНКАКАФ. У складі збірної на початок червня 2021 року зіграв 22 матчі, в яких відзначився 10 забитими м'ячами, та є рекордсменом за кількістю проведених матчів за збірну і кращим бомбардиром Багамських Островів. Одночасно Леслі Сен-Флер грає у складі збірної Багамських Островів з пляжного футболу.